# جیلی

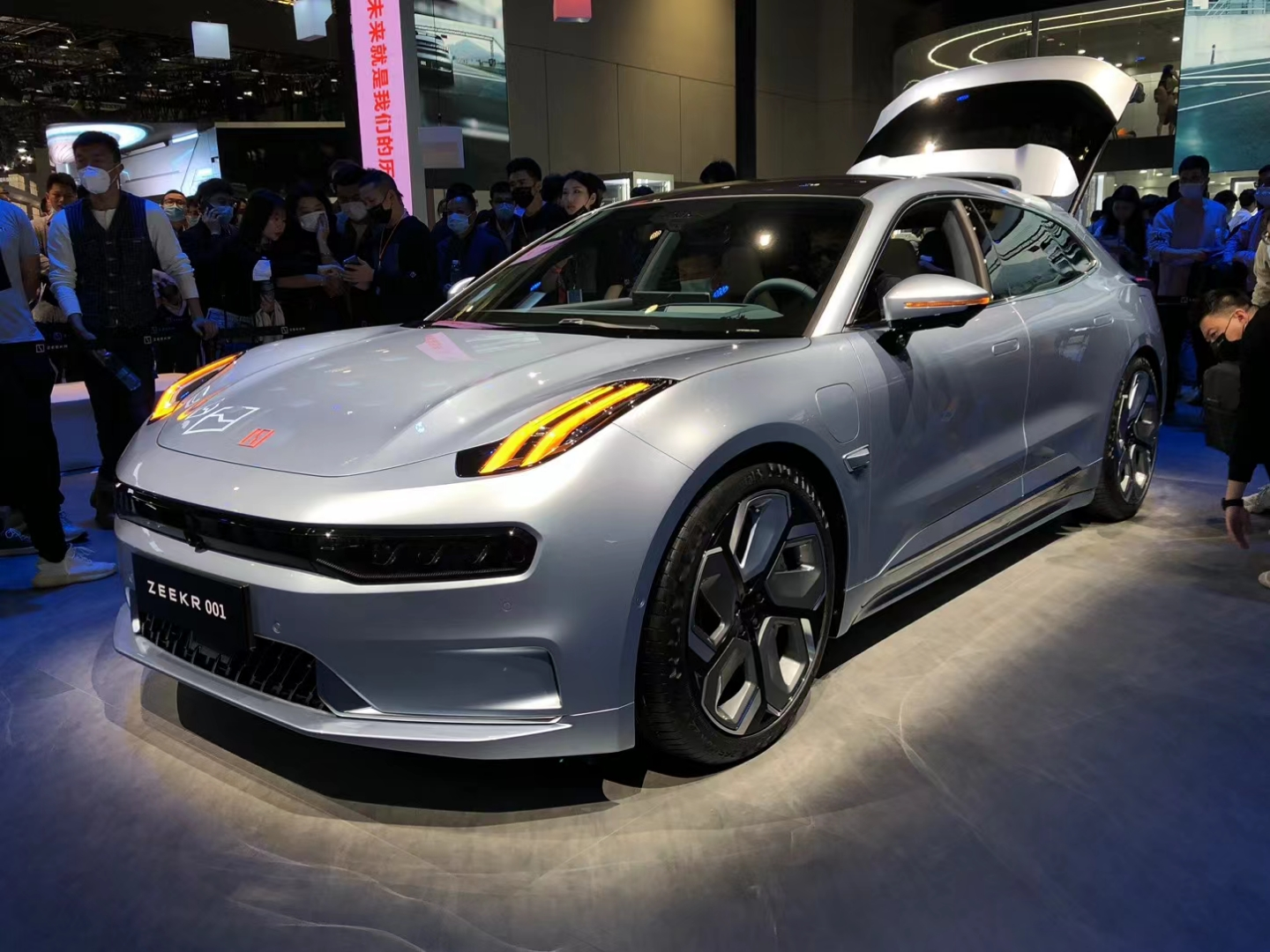
زیکر ۰۰۱ از خودروهای مدرن جیلی.

گروه هلدینگ جیلی ژجیانگ (به انگلیسی: Zhejiang Geely Holding Group)  که معمولاً به عنوان هلدینگ جیلی شناخته می شود ( / ˈ dʒ iː l i /  ؛ چینی :吉利控股؛ پینیین : Jílì Kònggǔ )، یک کنگلومرای چند ملیتی چینی در مرکز هانگژو است . این شرکت به طور خصوصی متعلق به کارآفرین چینی لی شافو است و عمدتاً در صنعت خودروسازی فعالیت می کند .
جیلی در سال 1986 به عنوان یک شرکت قطعات یخچال تاسیس شد ، قبل از انتقال به موتورسیکلت در سال 1994 و ورود به صنعت خودرو در سال 1997. ZGH به عنوان یک شرکت هلدینگ در سال 2003 تاسیس شد. در سال 2023 ، این شرکت در رتبه 225 در فهرست فورچون جهانی 500 از بزرگترین شرکت های جهان قرار داشت. در سال 2023، این گروه در مجموع 2.79 میلیون وسیله نقلیه در سراسر جهان تولید کرد که شامل 980000 وسیله نقلیه برقی برقی بود .
این شرکت خودروهایی را با برندهای جیلی و لینک اند کو که بخشی از واحد تجاری گروه جیلی اتو هستند به همراه شرکت های تابعه و سرمایه گذاری مشترک خود مانند زیکر، ولوو کارز، پولستار، پروتون، اسمارت و لوتوس، تولید و به فروش می رساند. همچنین خودروهای تجاری تحت برندهای لندن ئی وی کمپانی، رادار اتو و فاریزون. این شرکت موتورسیکلت‌هایی را تحت شرکت‌های تابعه خود ژجیانگ جیلی مینگ صنعتی (جیمینگ و جیلی)، موتورسیکلت کیان‌جیانگ (QJMotor و Keeway) و بنلی تولید می‌کند . این شرکت همچنین 17 درصد از سهام استون مارتین را در اختیار دارد و نیمی از سهام هورس پاورترین، سرمایه گذاری مشترک تولید موتور با رنو را در اختیار دارد .
جیلی آوانگاری آوایی نام اصلی شرکت吉利( پینیین : Jílì ) است که در زبان چینی به معنای "خوشبخت" یا "مناسب" است

## تاریخچه
شرکت جیلی در سال ۱۹۸۶ در نانگبو توسط لی شافو به عنوان تولیدکننده قطعات یخچال در تایجو تأسیس شد. برای شروع این شرکت، لی شافو مجبور شد از خانواده‌اش وام بگیرد. در سال ۱۹۹۴، جیلی به صنعت موتورسیکلت وارد شد و یک شرکت دولتی را خریداری کرد و تولید اولین اسکوتر چین را آغاز نمود.
در سال ۱۹۹۷، جیلی ساخت کارخانه‌های مرتبط و سرمایه‌گذاری اولیه برای ورود به صنعت خودرو را به پایان رساند. این امر باعث شد که جیلی اولین شرکت خودروسازی خصوصی در چین باشد، در حالی که سایر خودروسازان شرکت‌های دولتی مانند چری بودند. اولین خودروی جیلی، جیلی اچ‌کیو در تاریخ ۸ اوت ۱۹۹۸ از خط تولید در لینه‌ای، ژجیانگ خارج شد. با این حال، جیلی تا ۹ نوامبر ۲۰۰۱ مجوز تولید ملی خود را دریافت نکرد، که باعث تأخیر در تولید انبوه تا سال ۲۰۰۲ شد. تا سال ۲۰۰۲، این برند در میان ده خودروساز برتر بازار چین قرار گرفت.
در سال ۲۰۰۲، جیلی از یک شرکت خانوادگی به یک شرکت سهامی تبدیل شد که تحت مدیریت حرفه‌ای قرار گرفت. در ۲۴ مارس ۲۰۰۳، گروه هلدینگ جیلی ژجیانگ، شرکت با مسئولیت محدود (ZGH) با سرمایه ثبت‌شده ۹۳۰ میلیون رنمینبی تأسیس شد. در ژانویه ۲۰۰۴، لی شافو سهام شرکت گورون هولدینگز که یک شرکت فهرست‌شده در بورس اوراق بهادار هنگ کنگ با کد معاملاتی ۰۱۷۵اچ‌کی بود را خریداری کرد. در مارس ۲۰۰۴، گورون به جیلی خودرو هلدینگ لیمیتد تغییر نام داد، این شرکت تحت گروه هلدینگ جیلی ژجیانگ بود اما همان کد معاملاتی را حفظ کرد. این استراتژی به عنوان ورود جیلی به پشت پرده بازار سهام هنگ کنگ تلقی شد که راهی برای جمع‌آوری سرمایه برای شرکت بود.
در سال ۲۰۰۶، جیلی ۱۹٫۹۷ درصد از سهام شرکت بریتانیایی منگنز برنز هلدینگ، تولیدکننده تاکسی‌های سیاه لندن را خریداری کرد. هر دو شرکت یک شرکت مشترک به ارزش ۵۳ میلیون پوند راه‌اندازی کردند تا تاکسی‌های سیاه را در چین تولید کنند، به طوری که جیلی ۵۲ درصد و شرکت بریتانیایی ۴۸ درصد سهام آن را در اختیار داشت. این شرکت هزینه‌ها را از طریق تولید قطعات در چین کاهش داده است. در فوریه ۲۰۱۳، گروه هلدینگ جیلی ژجیانگ به‌طور کامل منگنز برنز هلدینگ را به مبلغ £۱۱٫۰۴ میلیون خریداری کرد. گروه هلدینگ جیلی ژجیانگ یک شرکت جدید تحت زیرمجموعه بریتانیایی خود به نام شرکت تاکسی لندن (به انگلیسی: The London Taxi Corporation) تأسیس کرد، که بعداً به شرکت خودروهای الکتریکی لندن تغییر نام داد تا مونتاژ تاکسی سیاه لندن را در کاونتری، بریتانیا از سر بگیرد.
در سال ۲۰۰۹، جیلی شرکت استرالیایی تولید گیربکس سیستم‌های محرکه بین‌المللی ((به انگلیسی: Drivetrain Systems International)(اختصاری DSI)) را که در آن زمان دومین تولیدکننده بزرگ گیربکس بود، به مبلغ ۷۰ میلیون دلار استرالیا خریداری کرد. در سال ۲۰۱۴، بعد از اینکه این شرکت متحمل زیان شد، جیلی ۹۰ درصد از سهام خود در سیستم‌های محرکه بین‌المللی را به چندین شرکت چینی دیگر فروخت.

### خرید ولوو کارز (۲۰۰۸–۲۰۱۰)

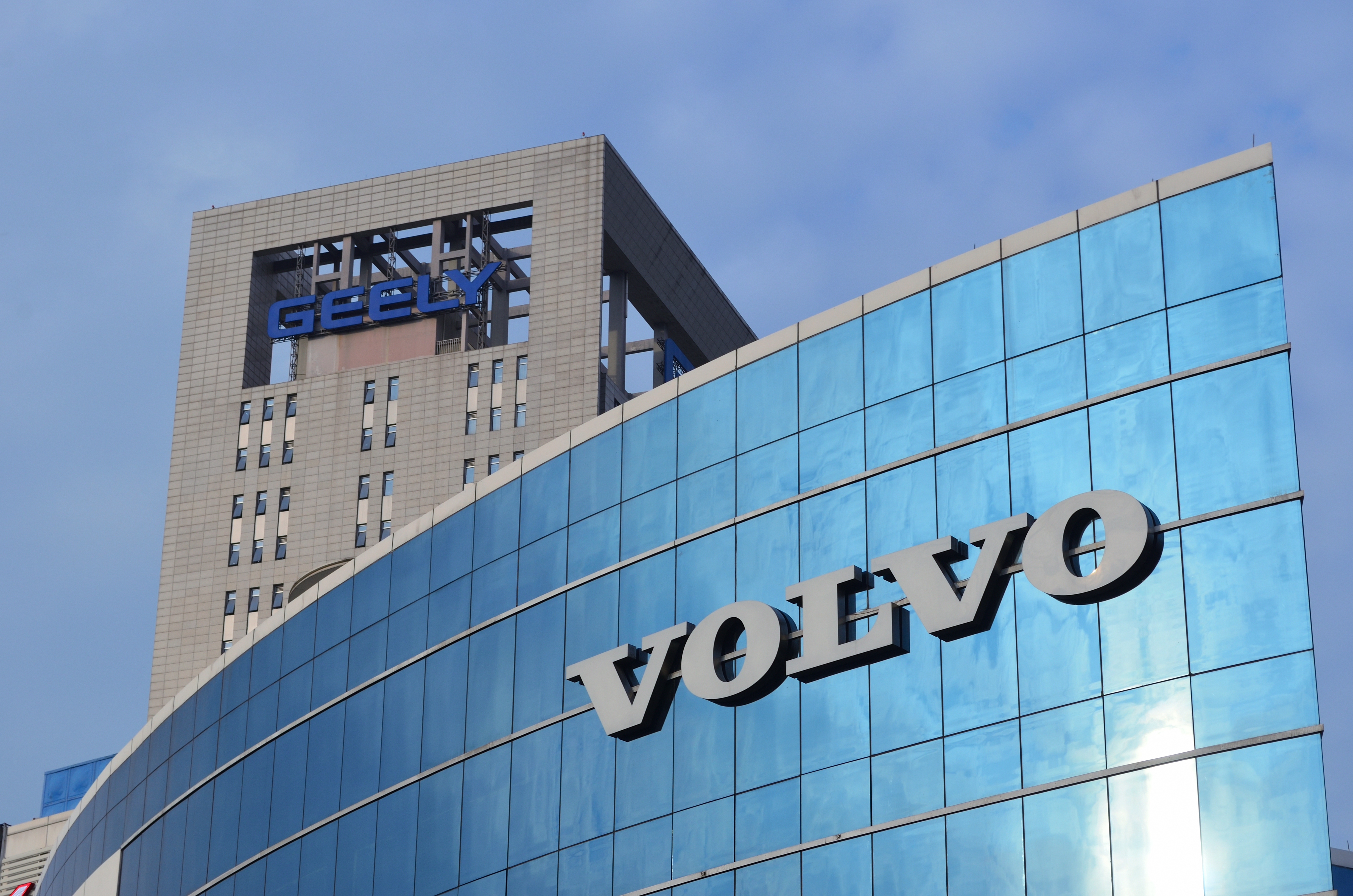
دفتر مرکزی چینی ولوو کارز در هنگژو، کنار دفتر مرکزی جیلی

پس از ادامه ضررها در آن سال، فورد موتور در دسامبر ۲۰۰۸، ولوو کارز را برای فروش ارائه داد. در ۲۸ اکتبر ۲۰۰۹، فورد تأیید کرد که پس از بررسی چندین پیشنهاد، خریدار موردنظر برای ولوو کارز، گروه هلدینگ جیلی ژجیانگ است. در ۲۳ دسامبر ۲۰۰۹، فورد تأیید کرد که شرایط فروش به گروه هلدینگ جیلی ژجیانگ نهایی شده است. توافقنامه نهایی در ۲۸ مارس ۲۰۱۰ برای ۱٫۸ میلیارد دلار آمریکا امضا شد. کمیسیون اروپا و وزارت بازرگانی چین در ۶ و ۲۹ ژوئیه ۲۰۱۰ به ترتیب این معامله را تأیید کردند. معامله در ۲ اوت ۲۰۱۰ بسته شد و جیلی ۱٫۳ میلیارد دلار نقد و ۲۰۰ میلیون دلار اوراق بهادار پرداخت کرد. در زمان خرید، این معامله بزرگ‌ترین خرید خارجی توسط یک خودروساز چینی بود.
این خرید باعث بهبود وضعیت مالی ولوو و آوردن پیشرفت‌های فناوری و مدیریتی چشمگیر برای جیلی شد. تحت مالکیت جیلی، ولوو کارز یک خط جدید از موتورهای دیزلی و بنزینی ۳ و ۴ سیلندر برای جایگزینی موتورهای بزرگتر توسعه داد. همچنین یک پلتفرم جدید به نام پلتفرم مقیاس‌پذیر محصول (SPA) توسعه داد. فروش این شرکت در سال ۲۰۱۵ برای اولین بار در تاریخ برند به ۵۰۰٬۰۰۰ خودرو رسید و تا سال ۲۰۲۳ به بیش از ۷۰۰٬۰۰۰ خودرو افزایش یافت. هر دو شرکت به‌طور مشترک موتور و پلتفرم توسعه دادند، از جمله پلتفرم معماری مدولار جمع و جور (CMA) که توسط خودروهای ولوو، جیلی و لینک اند کو استفاده می‌شود. بهبود تخصص فنی و سیستم مدیریت تولید پیچیده منجر به افزایش چشمگیر فروش برای جیلی از سال ۲۰۱۰ به بعد شد.

### خریدهای بیشتر و تأسیس برندها (۲۰۱۶–اکنون)
در اکتبر ۲۰۱۶، جیلی برند جدید خود را با نام لینک اند کو در برلین، آلمان معرفی کرد که هدف آن پل زدن بین برندهای جیلی و ولوو است. این برند با سه مدل تولیدی راه‌اندازی شد که همگی بر اساس پلتفرم معماری مدولار جمع و جور (CMA) هستند. در اوت ۲۰۱۷، گروه هلدینگ جیلی ژجیانگ، جیلی اتو و گروه ولوو کارز توافقنامه‌ای را در مرکز تحقیق و توسعه خلیج هنگژو امضا کردند تا شرکت مشترک لینک اند کو را تأسیس کنند. جیلی اتو ۵۰٪ از سهام لینک اند کو را کنترل می‌کند، ولوو کارز ۳۰٪ و گروه هلدینگ جیلی ژجیانگ ۲۰٪ باقی‌مانده را در اختیار دارد.
در مه ۲۰۱۷، گروه هلدینگ جیلی ژجیانگ ۵۱٪ از سهام کنترل‌کننده لوتوس کارز را از مالک آن، دی‌آربی-های‌کوم، بزرگ‌ترین سهامدار خودروساز مالزیایی پروتون هولدینگز خریداری کرد. باقی‌مانده ۴۹٪ توسط ایتیکا اتوموتیو، یک شرکت هلدینگ متعلق به بزرگ‌ترین سهامدار پروتون مختار البخاری خریداری شد.
پروتون از سال ۱۹۹۶ مالک لوتوس بوده و به‌طور عمده در تلاش بود تا وضعیت مالی این سازنده خودروهای اسپرت را تغییر دهد. گروه هلدینگ جیلی ژجیانگ همچنین ۴۹٫۹٪ از سهام پروتون هولدینگز را خریداری کرد، که این توافق در تاریخ ۲۳ ژوئن ۲۰۱۷ انجام شد و در تاریخ ۲۹ سپتامبر ۲۰۱۷ نهایی گردید. این خرید به‌عنوان تسهیل‌کننده رشد صادرات در بازارهای با رانندگی سمت راست دیده می‌شد و به نفوذ در منطقه سودآور آسه‌آن کمک می‌کرد. پروتون تأیید کرد که پس از توافق با جیلی، هیچ برنامه‌ای برای کاهش نیروی کار خود ندارد.
در ژوئیه ۲۰۱۷، این شرکت ترافوژیا، سازنده آمریکایی خودروهای پرنده را خریداری کرد. در نوامبر ۲۰۱۷، گروه هلدینگ جیلی ژجیانگ اعلام کرد که خرید ترافوژیا نهایی شده است.
در اکتبر ۲۰۱۷، ولوو کارز و گروه هلدینگ جیلی ژجیانگ اعلام کردند که پولستار، برند عملکرد و تیونینگ متعلق به ولوو کارز، به یک برند مستقل تبدیل خواهد شد که بر خودروهای الکتریکی متمرکز خواهد بود. پولستار اولین محصول خود، پولستار ۱ کوپه را در ۱۷ اکتبر ۲۰۱۷ معرفی کرد. این خودرو در مرکز تولید پولستار در چنگدو، چین تولید شد. پس از یک عرضه عمومی اولیه، سهام پولستار در ۲۴ ژوئن ۲۰۲۲ در بورس نزدک تحت نماد PSNY آغاز به معامله کرد.
در دسامبر ۲۰۱۷، گروه هلدینگ جیلی ژجیانگ ۳٫۲۵ میلیارد یورو در شرکت سوئدی تولیدکننده کامیون و ساخت‌وساز گروه ولوو، شرکت مادر پیشین ولوو کارز، سرمایه‌گذاری کرد. این توافق گروه هلدینگ جیلی ژجیانگ را به بزرگ‌ترین سهامدار از نظر تعداد سهام با سهم ۸٫۲٪ و دومین سهامدار از نظر حقوق رای‌دهی با ۱۵٫۶٪ تبدیل کرد.
در سپتامبر ۲۰۱۹، گروه هلدینگ جیلی ژجیانگ رهبری دور جدیدی از تأمین مالی خصوصی برای ولوکوپتر را بر عهده گرفت که ۵۵ میلیون دلار برای این شرکت جمع‌آوری کرد. دیگر سرمایه‌گذاران خصوصی ولوکوپتر شامل دایملر ای‌جی هستند که سهام این شرکت را در اختیار دارند.
در اواخر ژوئیه ۲۰۲۰، اعلام شد که گروه شینگما توافق کرده است که ۱۵٫۲٪ از سهام خود در تولیدکننده کامیون سنگین مستقر در مانشان، هوالینگ شینگما، را به گروه تجاری وسایل نقلیه الکتریکی جدید جیلی که یک شرکت تابعه کاملاً متعلق به گروه هلدینگ جیلی ژجیانگ است، منتقل کند. پس از این معامله، گروه تجاری وسایل نقلیه الکتریکی جدید جیلی به سهامدار عمده عملی هوانگ لینگ شینگما تبدیل شد.
در فوریه ۲۰۲۰، ولوو کارز و گروه هلدینگ جیلی ژجیانگ مذاکرات رسمی را در مورد ادغام پیشنهادی این دو شرکت آغاز کردند. در ساختار موجود، ولوو کارز با منابع خود به رغم اینکه کاملاً متعلق به گروه هلدینگ جیلی ژجیانگ است، خودمختاری داشته است. این مذاکرات ادغام بعدها متوقف شد و ۱۸٪ از سهام ولوو کارز در اکتبر ۲۰۲۱ در بورس نزدک استکهلم فهرست شد.
در مارس ۲۰۲۱، گروه هلدینگ جیلی ژجیانگ برند زیکر را برای خودروهای الکتریکی لوکس راه‌اندازی کرد. اولین مدل آن، زیکر ۰۰۱ در آوریل ۲۰۲۱ معرفی شد و تحویل‌ها از اکتبر ۲۰۲۱ آغاز گردید. در مه ۲۰۲۴، زیکر عرضه عمومی اولیه (IPO) خود را در بورس نیویورک ثبت کرد. زیکر حدوداً ۴۴۱ میلیون دلار سود برای جیلی جمع‌آوری کرد و این بزرگ‌ترین عرضه عمومی یک شرکت چینی از سال ۲۰۲۱ بود.
در فوریه ۲۰۲۴، ولوو کارز اعلام کرد که قصد دارد سهام خود در پولستار را تا سه‌ماهه سوم ۲۰۲۴ از ۴۸٫۳٪ به حدود ۱۸٪ کاهش دهد و آن را به گروه هلدینگ جیلی ژجیانگ منتقل کند.

#### اعلامیه تایژو و بازسازی
در سپتامبر ۲۰۲۴، لی شافو، بنیان‌گذار گروه هلدینگ جیلی ژجیانگ، «اعلامیه تایژو» را منتشر کرد و اعلام کرد که شرکت وارد مرحله جدیدی از تحول استراتژیک شده است. در این استراتژی، گروه هلدینگ جیلی ژجیانگ قصد دارد یکپارچگی منابع داخلی را ترویج دهد، جایگاه هر برند را روشن‌تر کند، روابط سهامداری را تنظیم کرده، تضاد منافع و تکرار سرمایه‌گذاری‌ها را کاهش دهد و کارایی استفاده از منابع را بهبود بخشد.
در اکتبر ۲۰۲۴، به عنوان اولین گام در این استراتژی، گروه هلدینگ جیلی ژجیانگ اعلام کرد که تمامی نمایندگی‌های برند جیلی ژئومتری را به نمایندگی‌های برند جیلی گلکسی ادغام خواهد کرد تا سبد برند و کانال‌های فروش خود را بیشتر یکپارچه کند.
در نوامبر ۲۰۲۴، گروه هلدینگ جیلی ژجیانگ اعلام کرد که ۱۱٫۳٪ از سهام خود در زیکر را به گروه خودروسازی جیلی منتقل خواهد کرد. نسبت سهام گروه خودروسازی جیلی در زیکر به ۶۲٫۸٪ افزایش یافت.
زیکر اعلام کرد که ۲۰٪ از سهام لینک اند کو را از گروه خودروسازی جیلی به ارزش ۳٫۶ میلیارد یوان خریداری کرده است و ۳۰٪ سهام ولوو کارز در لینک اند کو را به ارزش ۵٫۴ میلیارد یوان خریداری خواهد کرد. این معامله موجب شد تا زیکر در مجموع ۵۱٪ از سهام لینک اند کو را در اختیار داشته باشد، در حالی که ۴۹٪ باقی‌مانده از سهام لینک اند کو همچنان تحت مالکیت گروه خودروسازی جیلی قرار دارد. همچنین برند پیکاپ الکتریکی رادار اتو در گروه خودروسازی جیلی ادغام شد.

#### سهامداری و شراکت‌ها با دایملر/مرسدس بنز (۲۰۱۸–تا کنون)

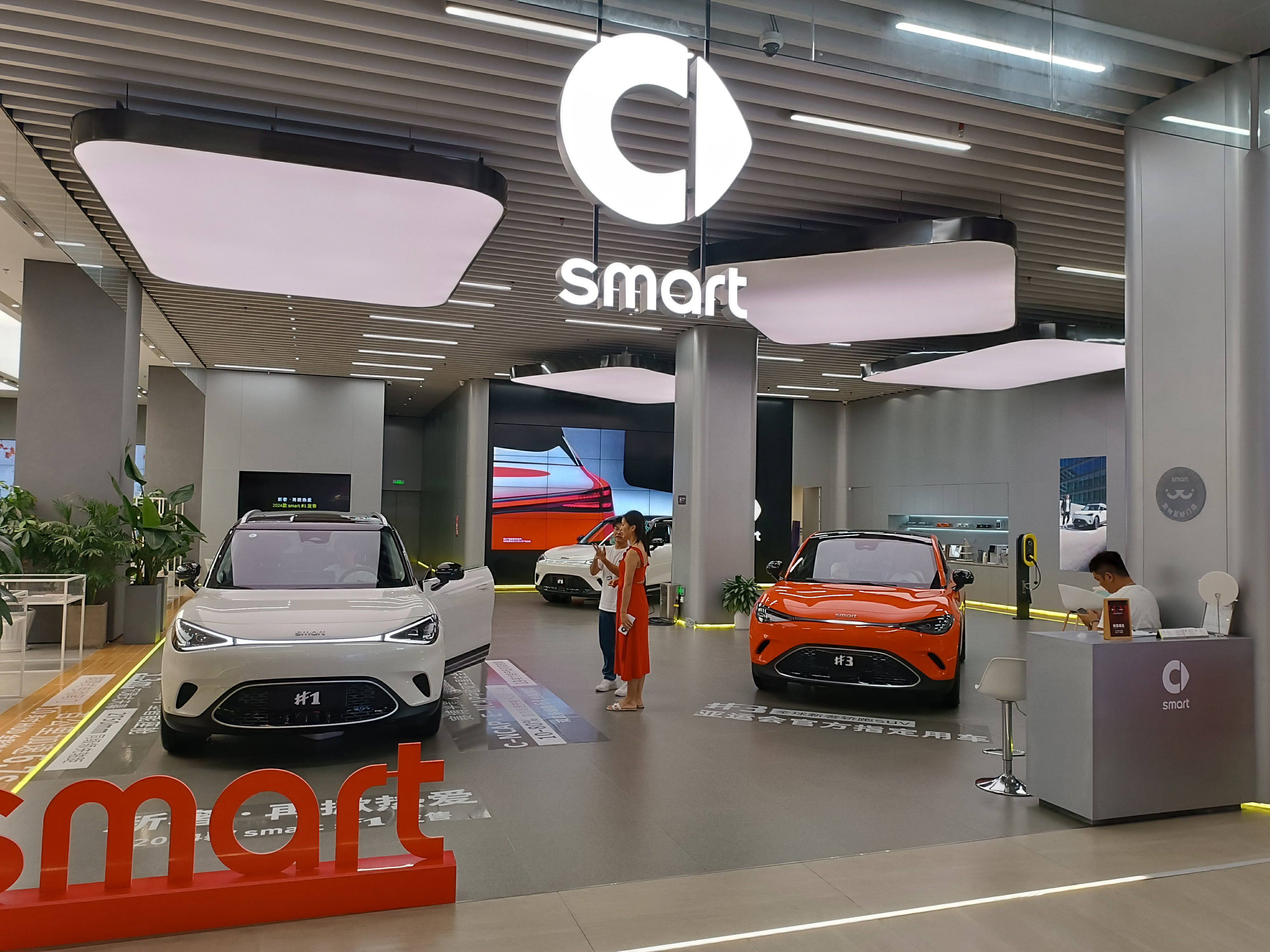
اسمارت ۱ و اسمارت ۳ در یک نمایشگاه اتومبیل در یک مرکز خرید در شنژن

در سال ۲۰۱۸، لی شافو از طریق شرکت سرمایه‌گذاری خود تحت عنوان «سرمایه‌گذاری چشم‌انداز مقاوم محدود»، ۹٫۷٪ سهام گروه مرسدس-بنز را خریداری کرد. این شرکت مالک برندهای مرسدس بنز و اسمارت است. تا تاریخ ۲۰۲۴, لی شافو دومین سهامدار بزرگ مرسدس پس از گروه بایک است.
در ژانویه ۲۰۲۰، گروه هلدینگ جیلی ژجیانگ و گروه مرسدس-بنز اعلام کردند که یک شرکت مشترک ۵۰–۵۰ برای توسعه و مدیریت برند اسمارت به عنوان یک برند جهانی خودروهای برقی تأسیس خواهند کرد. این شرکت مشترک دفتر مرکزی خود را در نینگبو، ژجیانگ قرار داده است و دارای سرمایه ثبت شده ۵٫۴ میلیارد رنمینبی است که هر شرکت مادر ۲٫۷ میلیارد رنمینبی را تأمین کرده است. اولین مدل تمام‌برقی اسمارت از این شرکت مشترک در سطح جهانی در سال ۲۰۲۲ به نام اسمارت ۱ معرفی شد که پیش‌تر به عنوان «کانسپت #۱» در نمایشگاه خودرو مونیخ ۲۰۲۱ نمایش داده شده بود. خودروهای برقی اسمارت از این شراکت بر روی پلتفرم پلتفرم تجربه پایدار (SEA) که توسط جیلی توسعه یافته است، ساخته شده‌اند.

#### شراکت‌ها با رنو (۲۰۲۱–تا کنون)
در اوت ۲۰۲۱، گروه هلدینگ جیلی ژجیانگ از طریق زیرمجموعه خود جیلی اتو یک شراکت استراتژیک با رنو تشکیل داد. در ژانویه ۲۰۲۲، دو شرکت توافقنامه‌ای امضا کردند که طبق آن زیرمجموعه رنو در کره جنوبی، رنو کره موتورز، خودروهایی بر اساس پلتفرم معماری مدولار فشرده جیلی تولید خواهد کرد، که ابتدا برای بازار داخلی در نظر گرفته شده بود. تولید قرار بود تا سال ۲۰۲۴ آغاز شود. در مه ۲۰۲۲، رنو اعلام کرد که یک زیرمجموعه جیلی قرار است ۳۴٪ از سهام رنو کره موتورز را از طریق افزایش سرمایه به‌دست‌آورد، اگرچه این شرکت همچنان تحت مالکیت اکثریت رنو و یک زیرمجموعه منسجم از آن خواهد بود. در نوامبر ۲۰۲۲، رنو اعلام کرد که قصد دارد عملیات تولید و توسعه پیشرانه‌های خود (شامل موتورهای درون‌سوز و سیستم‌های هیبریدی) را با جیلی در یک شرکت مشترک هلدینگ ترکیب کند و هر دو شرکت به‌عنوان سهامداران مشترک در آن فعالیت کنند. شرکت مشترک به‌طور رسمی در اواخر مه ۲۰۲۴ به نام هورس پاورتِرین تأسیس شد و دفتر مرکزی آن در لندن قرار دارد.

#### شراکت با بایدو (۲۰۲۱–تا کنون)
در ژانویه ۲۰۲۱، گروه هلدینگ جیلی ژجیانگ از ایجاد یک شراکت مشترک برای تولید خودروهای برقی به همراه بایدو که یک شرکت چندملیتی فناوری چینی که در خدمات اینترنتی است و در زمینه محصولات و هوش مصنوعی (AI) تخصص دارد، خبر داد. بایدو مسئول توسعه نرم‌افزار خودروهای برقی بود در حالی که جیلی مسئول تولید خودروها بود. این دو شرکت در همان سال جیدو اتو را تأسیس کردند که ترکیبی از نام‌های هر دو شرکت بود. سپس در اوت ۲۰۲۳، برند جی یئو را راه‌اندازی کردند که در آن جیلی ۶۵٪ و بایدو ۳۵٪ سهام را در اختیار داشتند. جی یئو یک زیرمجموعه از گروه جیلی است که به منظور دور زدن محدودیت‌های مربوط به صلاحیت‌های تولید خودرو تأسیس شد. در حال حاضر جیدو اتو بر روی راه‌حل‌های فناوری، از جمله طراحی محصولات و توسعه هوش مصنوعی برای خودروهای جی یئو تمرکز دارد.